# مايكل إكلوند
مايكل إكلوند هو ممثل كندي، ولد في 31 يوليو 1972 في كندا.

## أعمال

### أفلام
- (2001) بلاك وودز
- (2003) هاوس أوف ذا ديد
- (2007) 88 دقيقة
- (2007)  قصة حصار الزنزانة[6]
- (2007)  النجاة
- (2007) بوستال
- (2007) سييد
- (2008) فار كراي[7]
- (2009) المراقبون[8]
- (2011) اليوم
- (2013) البحرية 3[9]
- (2013) المكالمة[10]
- (2013) ممرضة ثري دي
- (2014) لا أرى شرا 2
- (2015) فنديتا

### مسلسلات
- نزل بيتس[11]
- وكالة ديرك جينتلي للتحقيقات الشمولية

## وصلات خارجية
- مايكل إكلوند على موقع IMDb (الإنجليزية)
- مايكل إكلوند على موقع ألو سيني (الفرنسية)
- مايكل إكلوند على موقع أول موفي (الإنجليزية)
- مايكل إكلوند على موقع قاعدة بيانات الأفلام السويدية (السويدية)
- مايكل إكلوند على موقع قاعدة بيانات الفيلم (الإنجليزية)
- مايكل إكلوند على موقع كينوبويسك (الروسية)